# Konstantin Machnoryłow
Konstantin Nikiticz Machnoryłow (Machnoryło), ros. Константин Никитич Махнорылов (Махнорыло) (ur. w 1919 r. we wsi Omielnik koło Orechowa na Ukrainie, zm. ?) – oficer-propagandysta Rosyjskiej Armii Wyzwoleńczej, a następnie dowódca kompanii sztabowej 2 Dywizji Piechoty Sił Zbrojnych Komitetu Wyzwolenia Narodów Rosji podczas II wojny światowej.
Miał żydowskie pochodzenie. W 1937 r. ukończył agronomiczną szkołę średnią w Nowoczerkasku, zostając agromelioratorem. 25 września 1939 r. został zmobilizowany do Armii Czerwonej. Przeszedł szkolenie w szkole pułkowej 16 pułku strzeleckiego, po czym został dowódcą pododdziału w tym pułku. W 1940 r. ukończył szkołę piechoty w Mińsku. Objął w stopniu porucznika dowództwo plutonu 91 pułku strzeleckiego. Krótko po ataku wojsk niemieckich na ZSRR 22 czerwca 1941 r., dostał się do niewoli i został osadzony w obozie jenieckim. Na początku 1943 r. wstąpił do Rosyjskiej Armii Wyzwoleńczej (ROA) gen. Andrieja A. Własowa. Skierowano go na kurs propagandowy do szkoły propagandystów ROA w Dabendorfie pod Berlinem. Po jego ukończeniu w lipcu 1943 r., został zastępcą dowódcy szkoleniowej kompanii kursantów. Był podejrzewany o działalność w konspiracyjnej antyniemieckiej grupie oficerów. Po oddaleniu zarzutów został w sierpniu tego roku przeniesiony do stalagu III-A w Luckenwalde, gdzie prowadzono przygotowawcze kursy propagandowe ROA. Objął taką samą funkcję, co w Dabendorfie. Na początku 1944 r. został propagandystą ROA w stalagu 303. Od początku 1945 r. w stopniu porucznika dowodził kompanią sztabową nowo formowanej 2 Dywizji Piechoty Sił Zbrojnych Komitetu Wyzwolenia Narodów Rosji. 10 maja tego roku wraz z pozostałymi żołnierzami dywizji dostał się do niewoli sowieckiej. Po deportacji do ZSRR został w lutym 1946 r. skazany na karę 10 lat łagrów z prawem zwolnienia po 5 latach. 20 czerwca 1950 r. przedłużono mu karę do 25 lat łagrów. Dalsze jego losy są nieznane.